# فیشباختال
فیشباختال (به آلمانی: Fischbachtal) یک شهر در آلمان است که در دارمشتات-دیبورگ واقع شده‌است. فیشباختال ۲٬۶۷۳ نفر جمعیت دارد.